# Miorhynchocyon
Il miorincocione (gen. Miorhynchocyon) è un mammifero estinto appartenente ai macroscelidi. Visse nel Miocene inferiore (circa 22 - 20 milioni di anni fa) e i suoi resti fossili sono stati ritrovati in Africa.

## Descrizione
Questo animale è noto per alcuni resti fossili incompleti, sufficienti tuttavia a ipotizzarne l'aspetto; Miorhynchocyon doveva essere molto simile, sia come morfologia che come dimensioni, al genere di macroscelidi attuali Rhynchocyon. Tuttavia se ne differenziava per alcune caratteristiche dentarie, tra cui la presenza di una cresta obliqua sui denti molariformi inferiori che terminava tra il protoconide e il metaconide invece di unirsi al metaconide, l'assenza di metastilide e un paraconide più sviluppato sul quarto premolare inferiore e il primo molare inferiore. Il cranio, inoltre, mostrava alcune caratteristiche arcaiche e il ramo ascendente della mandibola aveva un margine anteriore più verticale. 

## Classificazione
Il genere Miorhynchocyon venne istituito da Butler nel 1984 per includere le specie precedentemente note come Rhynchocyon clarki (descritta inizialmente dallo stesso Butler e Hopwood nel 1957) e R. rusingae (Butler, 1969), provenienti dai terreni di inizio Miocene dell'isola di Rusinga, in Kenya. Butler ascrisse a questo genere un'altra specie, M. meswae, anch'essa del Kenya e ritenuta leggermente più antica delle altre due. Si suppone che Miorhynchocyon fosse ancestrale al genere Rhynchocyon, attualmente rappresentato da varie specie.